# Westsik Vilmos
Westsik Vilmos (Modor, 1883. március 3. – Nyíregyháza, 1976. január 29.) Kossuth-díjas mezőgazdasági szakember.

## Élete
Nagy hatással volt rá a gyerekkorában megszerzett tapasztalat, amit a szántóföldi munkákban és az állattenyésztésben szerzett. Az elemi iskola befejeztével szülővárosában, Modorban tanult tovább az Állami Tanítóképző Intézetben 1898-tól 1902-ig. 1905-ben szerzett gazdasági oklevelet a keszthelyi Felsőbb Gazdasági Tanintézetben.
1906. március 1-jétől Kecskeméten tanított gyakornokként a Földművesi iskolában, a tanári vizsgát 1907-ben tette le, amely közép- és alapfokú gazdasági szakiskolai oktatásra jogosította. 1908-ban a Földművelésügyi Minisztérium gazdasági segédtanárrá nevezte ki. 1909 és 1910 elején Jászberényben tanított, ahol megismeri a Peres-tanya tanítónőjét, Farkas Etelkát, aki később felesége és munkájában segítőtársa lett. 1910 tavaszán a Szaktanítóképző Intézet szaktanára Kecskeméten. 1913-tól 1919-ig az árvaváraljai gazdaképző iskola igazgatója, ahol minden szaktárgyat szlovák nyelven oktattak. 1919-ben családjával Kiskunfélegyházára költöznek és az Állami Tanítóképző Intézetben kap állást, mint gazdasági szaktanár. 1921-től gazdasági felügyelő a kiskunfélegyházi járásban. 1924-ben gazdasági felügyelői minőségben nyugalomba vonult, mivel 1914–1918 között közkatonaként küzdötte végig az első világháborút és itt többször is megsebesült. 1928-tól újra munkába állt és 1929-ben megbízták a nyíregyházi Homokjavító Kísérleti Gazdaság vezetésével, mint állami kísérletügyi igazgató. 1952-ben előléptették tudományos intézeti osztályvezetővé és ebben a minőségében dolgozott egészen 1957-ig, amikor is ismét nyugalomba vonult.
1929-től Nyíregyházán dolgozott és ez idő alatt külföldön is elismert intézetté fejlesztette a Homokjavító Kísérleti Gazdaságot, mivel eredeti vetésforgó rendszerű kísérleteire a külföldi tudományos intézetek is felfigyeltek. 29 éves nyíregyházi munkássága alatt rájött arra, hogy az Alföld különleges éghajlati és talajviszonyai között egyes dolgokat módosítani kell, hogy kifejleszthesse az Alföldön a különleges homoki gazdálkodást.
A gazdaközösségek és gazdasági szervezetek több alkalommal is kitüntették a Westsik Vilmos által vezetett Homokjavító Kísérleti Gazdaságot. 1930-tól 1940-ig terjedő időszakra kapott aranyoklevelet a szakoktatási munkáért és a terményeiért. 1947-ben a Szabolcs megyei mezőgazdasági és gyümölcstermesztési kiállításon a bíráló bizottság a Homokjavító Kísérleti Gazdaságot úttörő és példás szakoktatási munkájáért díszoklevéllel, kiállított terményeiért aranyoklevéllel tüntette ki. Ugyancsak 1947-ben a Kisvárdán megrendezett megyei kiállításon állami elismerő oklevelet kapott a gazdaság a mezőgazdaság újjáépítése terén kifejtett odaadó munkájáért. 1952-ben újabb kitüntetés a Szabolcs megyei kiállításon a bíráló bizottság díszoklevelet ítélt az intézetnek úttörő vetésforgó rendszerű kísérleteiért.
A megyei sikereket országos elismerés követi 1956-ban az Országos Mezőgazdasági Kiállításon a gazdaság díszoklevelet és versenyérmet kapott országos viszonylatban kimagasló eredményt elért rozstermesztési kísérleteiért.
Westsik Vilmos megkapta 1952-ben a mezőgazdasági tudományok kandidátusi, 1958-ban pedig doktori fokozatát.
1958-ban töltötte be állami szolgálatának 50. évét. Ez alkalomból a Földművelésügyi Minisztérium Budapesten díszértekezletet hívott össze, ahol a kormány tagjai és tudós társai méltatták hosszú évekre visszatekintő eredményes munkásságát.
Westsik Vilmos életének 52 esztendejét szentelte a mezőgazdasági tudományok és a homoki mezőgazdaság fejlesztésére, korszerűsítésére.
Erős akarattal és kitartó munkával elérte célját „A homok terem!”
1998-ban a nyíregyházi Élelmiszeripari Szakmunkásképző Intézet felveszi Westsik Vilmos nevét, így az iskola új neve Westsik Vilmos Élelmiszeripari Szakközép és Szakiskola.

## Díjai, kitüntetései

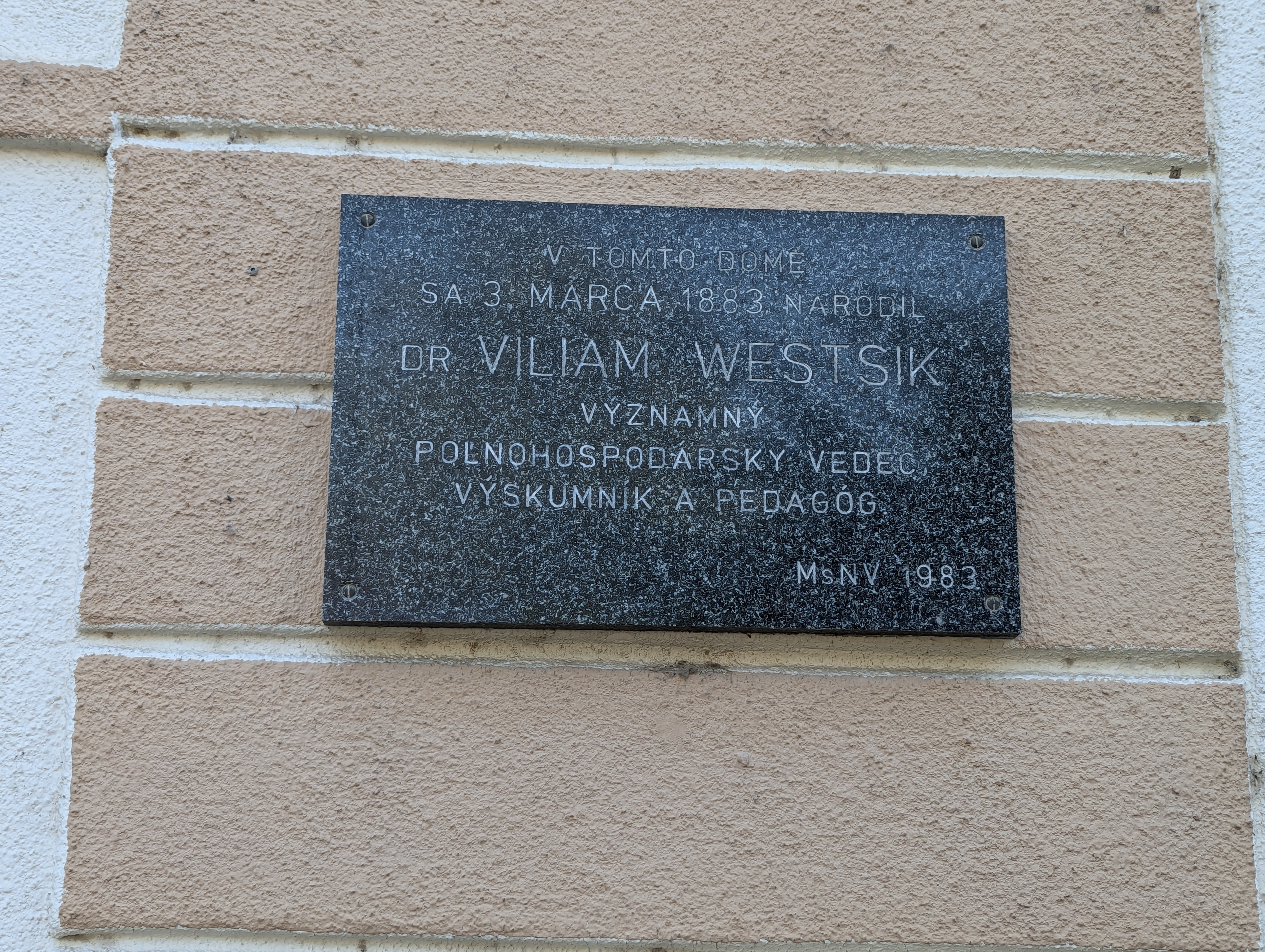
Emléktábla Westsiknek szülővárosában, Modrában

- 1928 szakirodalmi kitüntetés az OMGE-től
- 1938 Meskó Pál szakirodalmi kitüntetés a Hangya Szövetkezettől
- 1941 Elek Henrik Alapítványi díj az OMGE-től
- 1952 Kossuth-díj Arany fokozata a kormánytól, kimagasló kutató munkájáért és a homoki gazdálkodásban elért eredményeiért
- 1954 A Munka Vörös Zászló Érdemrendje
- 1956 Gabonatermesztési érem
- 1958 a Keszthelyi Gazdaság Tanintézet aranyoklevele
- 1961 Tessedik Sámuel érdemérem
- 1963 Munka Érdemrend Vörös Csillag fokozata